# Ray Scott Pardue

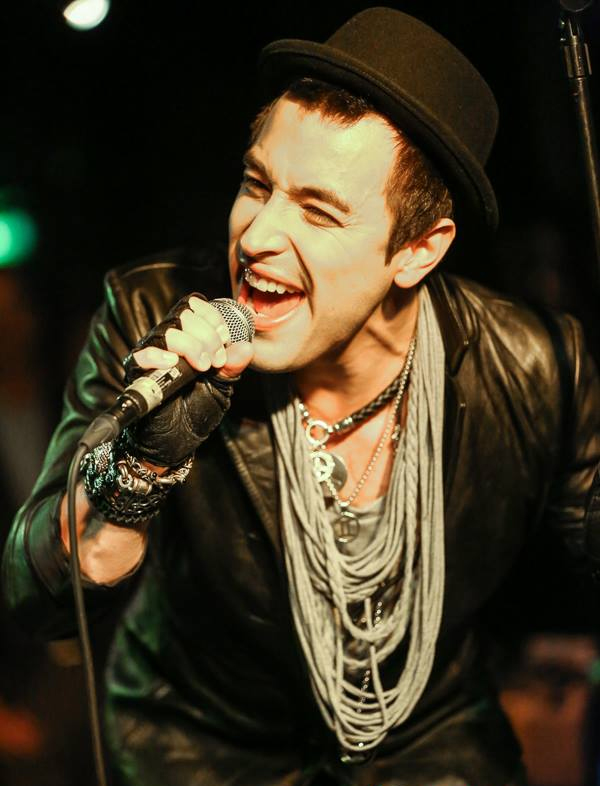
Ray Scott Pardue

Ray Scott Pardue (* in Medellín, Kolumbien) ist ein US-amerikanischer Sänger, Songwriter und Mitglied der deutsch-amerikanischen Band 2THEUNIVERSE.

## Privatleben
Ray Scott Pardue wurde in Medellín, Kolumbien, geboren und als Kleinkind von einem Ehepaar aus den USA adoptiert. Schon im jungen Alter fiel sein Talent auf, als er in seiner Kirchengemeinde in der Stadt Booneville, Mississippi, sang. Später studierte er Gesang, Tanz und Schauspiel an der Youth Performing Art School in Louisville, Kentucky, später besuchte er das US-Institut für darstellende Künste – Boston Conservatory.

## Karriere
Als Solokünstler veröffentlichte er einige Singles. Sein erster Erfolg war Shake it. Dieses Lied wurde in 2005 als Titelsong der Viva-Show Dancestar gewählt. Es folgte die Vorstellung seines ersten Albums in Kölner Gloria-Theater. Zwei Jahre später kam seine Single RunninG heraus, die sich in den Charts des SWR-Radios platzierte. 2009 folgte seine dritte Single, die den Titel Black Widow trug. Sie entstand aus der Zusammenarbeit von Ray Scott Pardue mit Tony Reyes, Tommy Gee und Daron Jones (Mitglied der Band 112) in Atlanta und fand Anerkennung besonders in den Internetradios der USA. 2009 gründete er die Band 2THEUNIVERSE, deren Besetzung seit 2011 aus vier Mitgliedern besteht.

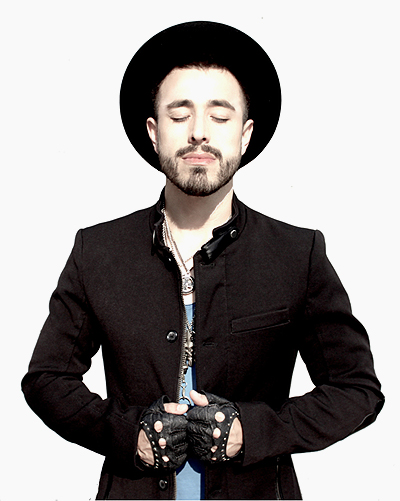
Ray Scott Pardue

Außerdem ist Ray Scott Pardue seit Dezember 2013 regelmäßig Gastsänger bei der erfolgreichen Serie Session Possible von Wolf Codera sowie seit 2011 regelmäßig bei der Cologne After 7 mit der Band von Faiz Mangat.
2014 schrieb er gemeinsam mit Sarah Nücken und Steffen Brückner von Mrs. Greenbird den Song Good Ole Ricky, der auf dem in Nashville aufgenommenen zweiten Album Postcards erschienen ist und Platz 47 der deutschen Charts erreicht hat.